# Trichocentrum splendidum
Trichocentrum splendidum är en orkidéart som först beskrevs av Achille Richard och Pierre Étienne Simon Duchartre, och fick sitt nu gällande namn av Mark W. Chase och Norris Hagan Williams. Trichocentrum splendidum ingår i släktet Trichocentrum och familjen orkidéer. Inga underarter finns listade i Catalogue of Life.

## Bildgalleri

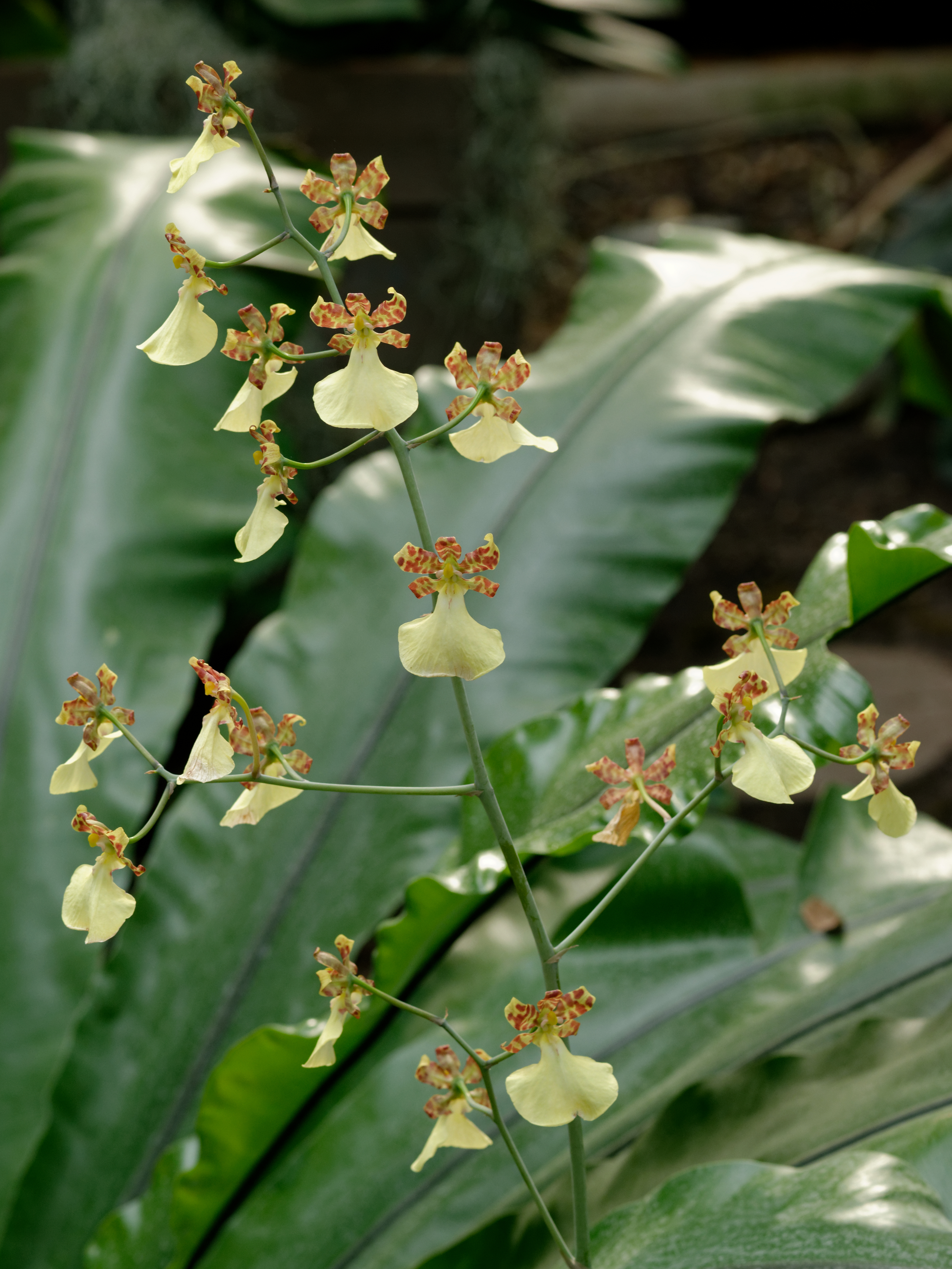
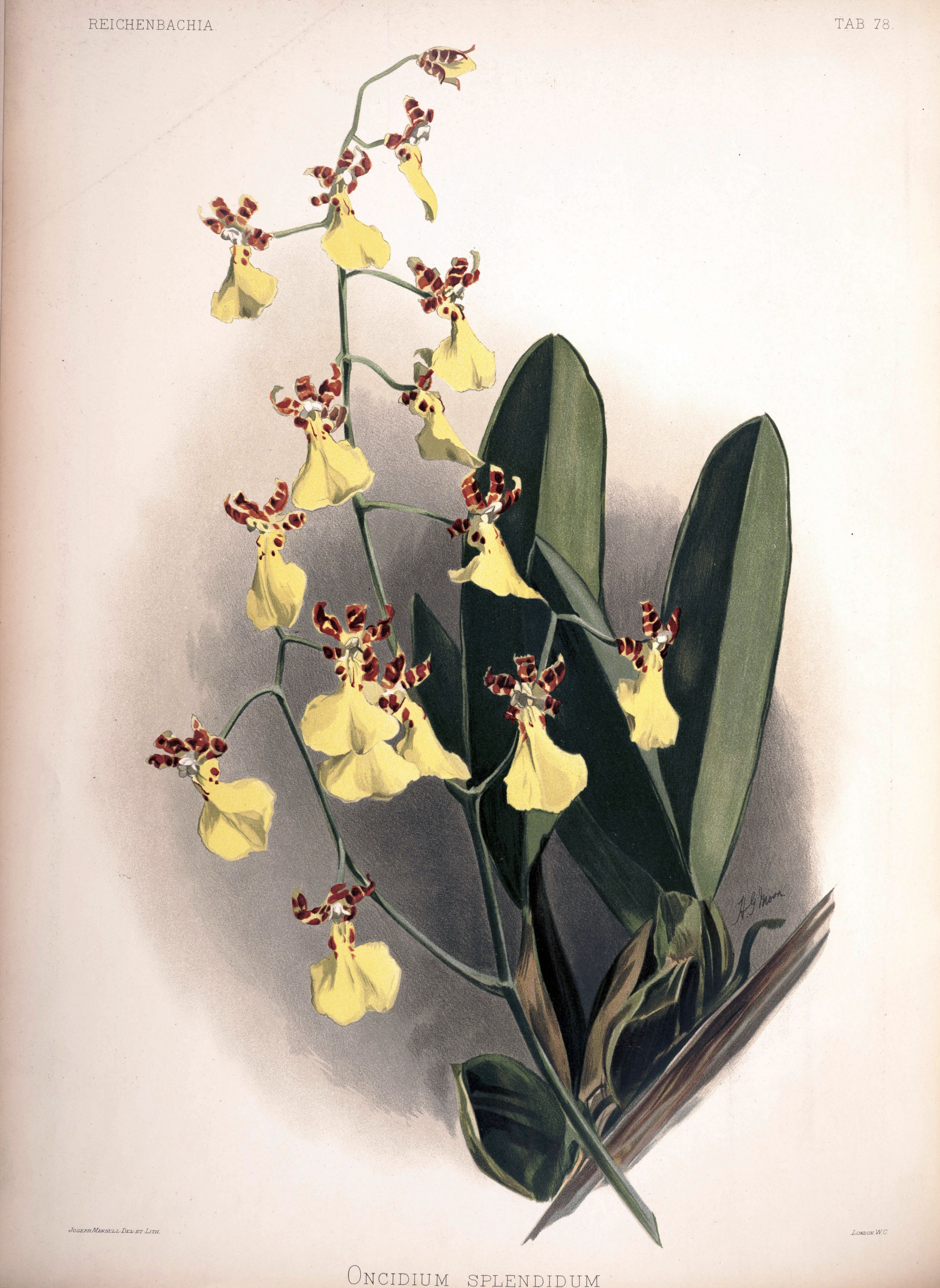
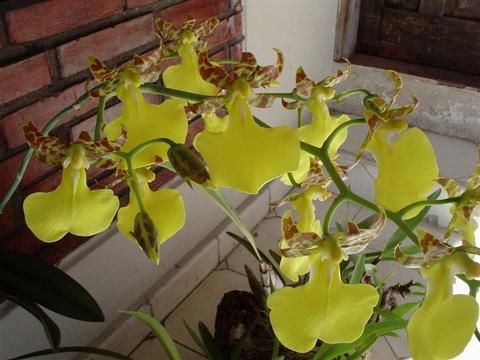
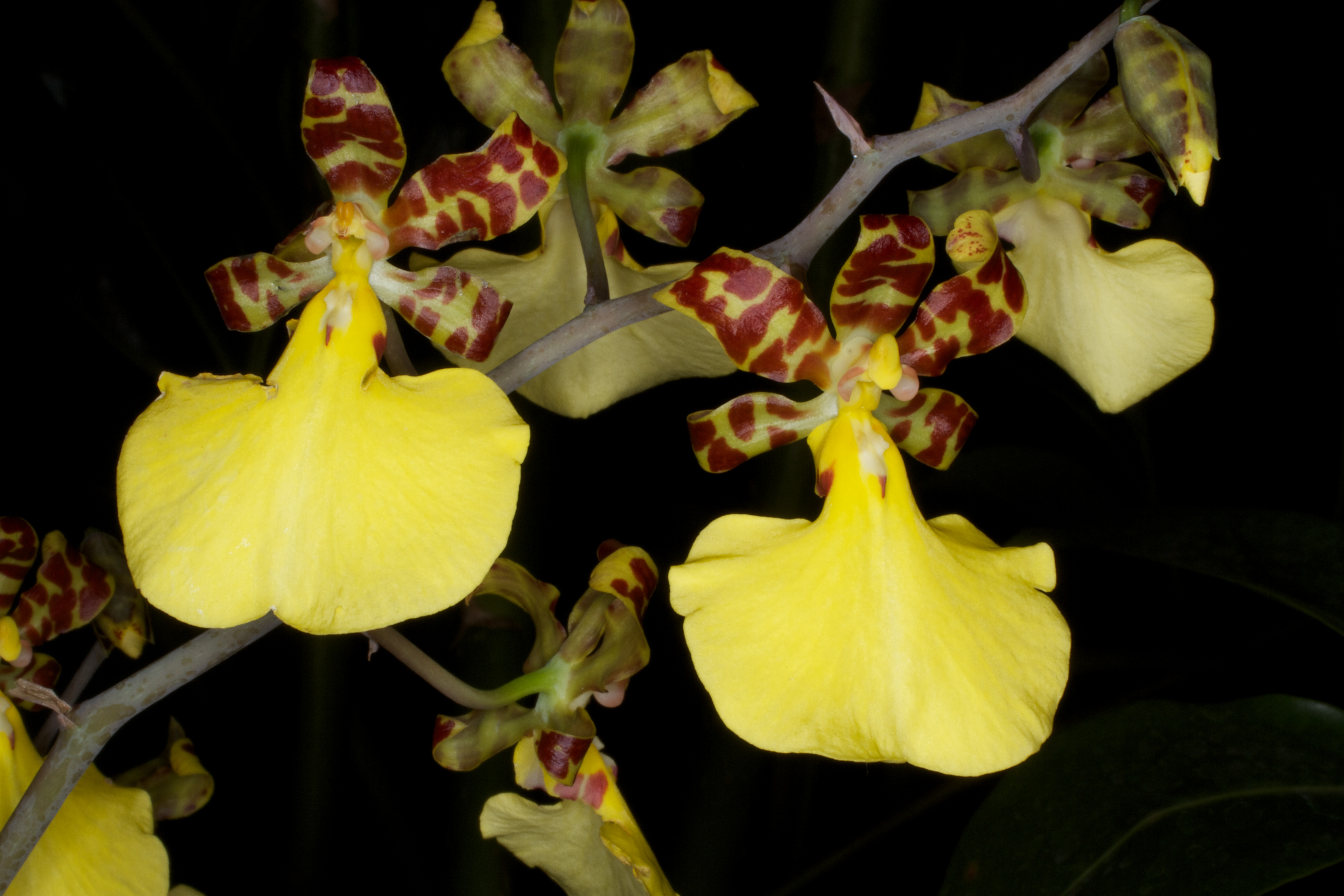
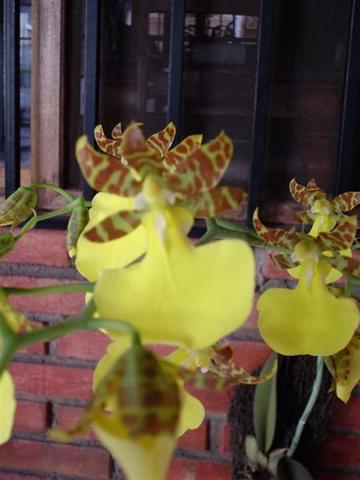
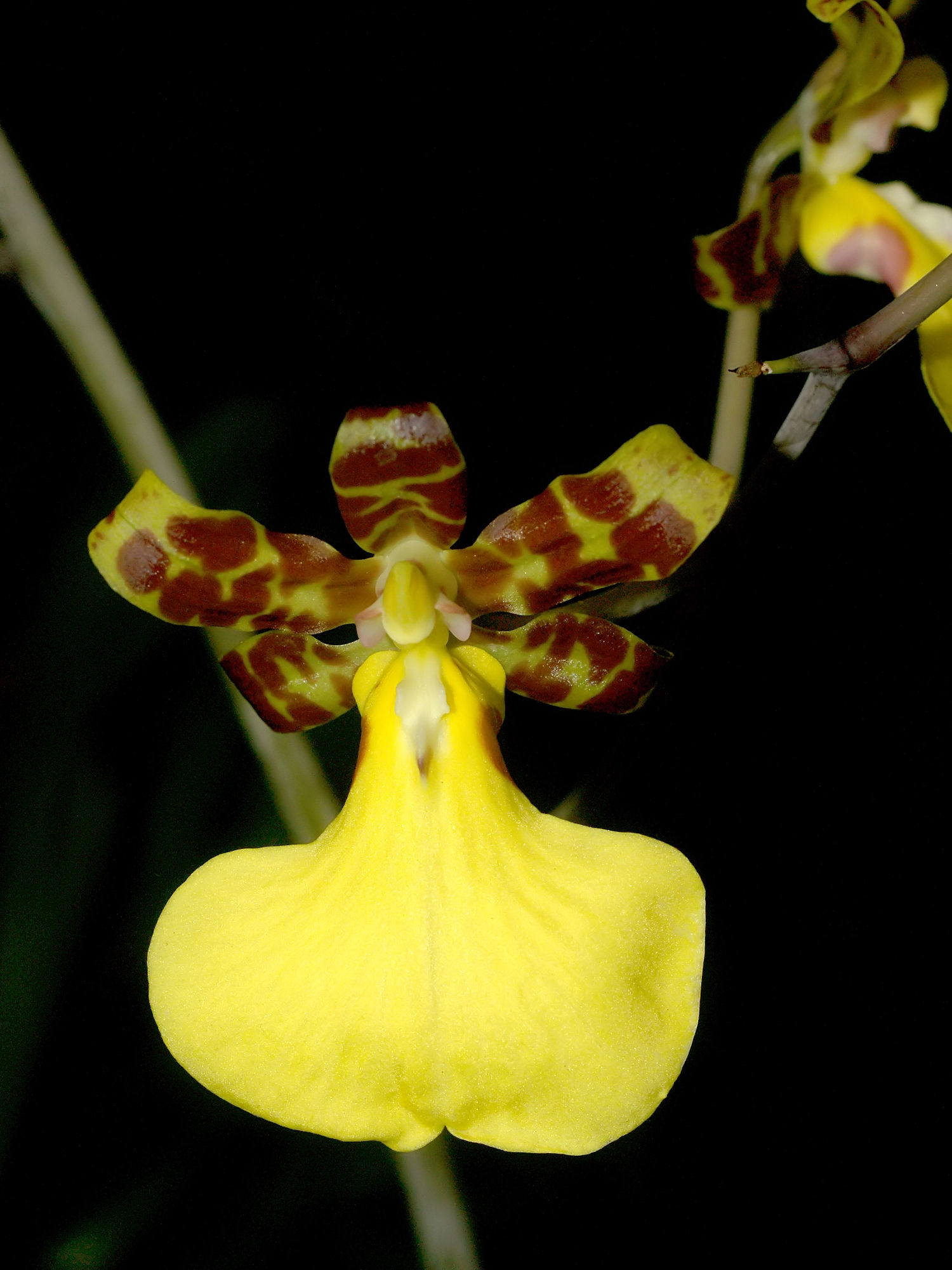